# Shifang
Shifang léase Shi-Fang (en chino simplificado, 什邡市; pinyin, Shénfāng shì) es un municipio  bajo la administración directa de la ciudad-prefectura de Deyang. Se ubica en la provincia de Sichuan, centro-sur de la República Popular China. Su área es de 863 km² y su población total para 2010 fue más de 400 mil habitantes.

## Administración
El municipio de Shifang se divide en 16 pueblos que se administran 2 subdistritos y 16 poblados.